# Гибсон, Уильям (драматург)
Уильям Гибсон (англ. William Gibson; 13 ноября 1914, Нью-Йорк, США — 25 ноября 2008, Стокбридж, США) — американский драматург, лауреат премии «Тони» в категории «Лучшая пьеса» за драму «Сотворившая чудо». В 1962 году Гибсон адаптировал эту пьесу для одноимённого фильма, за что был номинирован на «Оскар».

## Биография
Уильям Гибсон родился в семье с ирландскими, французскими, немецкими, голландскими и русскими корнями. Его отец Ирв был протестантом, мать Флоренс — католичкой. В 1938 году Гибсон окончил Сити-колледж. В 1940 году он женился на психиатре Маргарет Бремнан (ум. 2004), в браке родилось двое сыновей Томас и Дэниел.
В 1940-х Гибсон начал заниматься литературой. Он писал стихи и пьесы. В 1954 году писатель опубликовал роман «Паутина». Однако первый серьёзный успех пришёл к нему после постановки в 1958 году пьесы «Двое на качелях», номинированной на «Тони».
В 1959 году впервые была поставлена пьеса «Сотворившая чудо», которую Гибсон написал на основе автобиографии Хелен Келлер «История моей жизни». Пьеса была положительно встречена критиками и получила премию «Тони». В 1962 году Гибсон адаптировал сценарий для экранизации, за что удостоился номинации на «Оскар». 
Впоследствии Гибсон написал ещё несколько пьес, но ни одна из них не достигла такой популярности, как «Сотворившая чудо». Среди его произведений была пьеса о драматурге Шекспире и его жене Энн Хатауэй, а также пьеса о пуританке Энн Хатчинсон. В 2003 году был поставлен спектакль Golda's Balcony о Голде Меир, ставший самой долгоиграющей из всех постановок, в которых принимают участие только женщины.
Гибсон скончался 25 ноября 2008 года в своём доме.

## Экранизации
- В 1955 году вышел фильм «Паутина»[англ.] американского режиссёра Винсента Миннелли, основанный на одноимённом романе Гибсона. Главные роли исполнили Ричард Уидмарк, Лорен Бэколл и Шарль Буайе[1].
- В 1962 году Артур Пенн, режиссировавший бродвейскую постановку «Сотворившей чудо», взялся за экранизацию пьесы. Одноимённый фильм с Энн Бэнкрофт и Патти Дьюк в главных ролях получил две премии «Оскар»[1].
- В 1962 году Роберт Уайз снял фильм «Двое на качелях»[англ.] по одноимённой пьесе Гибсона. В главных ролях были задействованы Роберт Митчем и Ширли Маклейн. Картина была номинирована на «Оскар» в двух категориях[7].
- В 1979 году вышел одноимённый ремейк фильма 1962 года, срежиссированный Полом Аароном. Мелисса Гилберт и Патти Дьюк были задействованы в главных ролях[8].
- В 1987 году в СССР на центральном телевидении вышел телеспектакль «Белые розы, розовые слоны...» по одноимённой пьесе Гибсона. Режиссёрами телефильма были Ион Унгуряну и Алла Евдокимова, главные роли исполнили Людмила Чурсина и Андрей Миронов (последняя роль на телевидении)[9].
- В 1998 году вышел телефильм «Понедельник после чуда» Дэниела Питри[англ.], основанный на одноимённой пьесе Гибсона. Главные роли исполнили Рома Дауни и Мойра Келли[10].
- Второй ремейк фильма Пенна, также названный «Сотворившая чудо», вышел в 2000 году и был срежиссирован Надей Тэсс[англ.]. Главные роли исполнили Элисон Эллиотт и Халли Кейт Айзенберг[11].
- В 2019 году Скотт Шварц снял фильм «Балкон Голды[англ.]» по пьесе Гибсона. В главной роли — Това Фелдшу.

## Награды и номинации
| Награды и номинации                     | Награды и номинации | Награды и номинации                                                                          | Награды и номинации | Награды и номинации |
| Награда                                 | Год                 | Категория                                                                                    | Итог                |                     |
| --------------------------------------- | ------------------- | -------------------------------------------------------------------------------------------- | ------------------- | ------------------- |
| Оскар                                   | 1963                | Лучший адаптированный сценарий за фильм «Сотворившая чудо»                                   | Номинация           |                     |
| Тони                                    | 1958                | Лучшая пьеса за пьесу «Двое на качелях»                                                      | Номинация           |                     |
| Тони                                    | 1960                | Лучшая пьеса за пьесу «Сотворившая чудо»                                                     | Победа              |                     |
| Прайм-тайм премия «Эмми»                | 1958                | Лучший сценарий к телеспектаклю длительностью более часа за телеспектакль «Сотворившая чудо» | Номинация           |                     |
| Премия Гильдии американских сценаристов | 1963                | Лучший сценарий к американской драме за фильм «Сотворившая чудо»                             | Номинация           |                     |